# Monumentalkunst

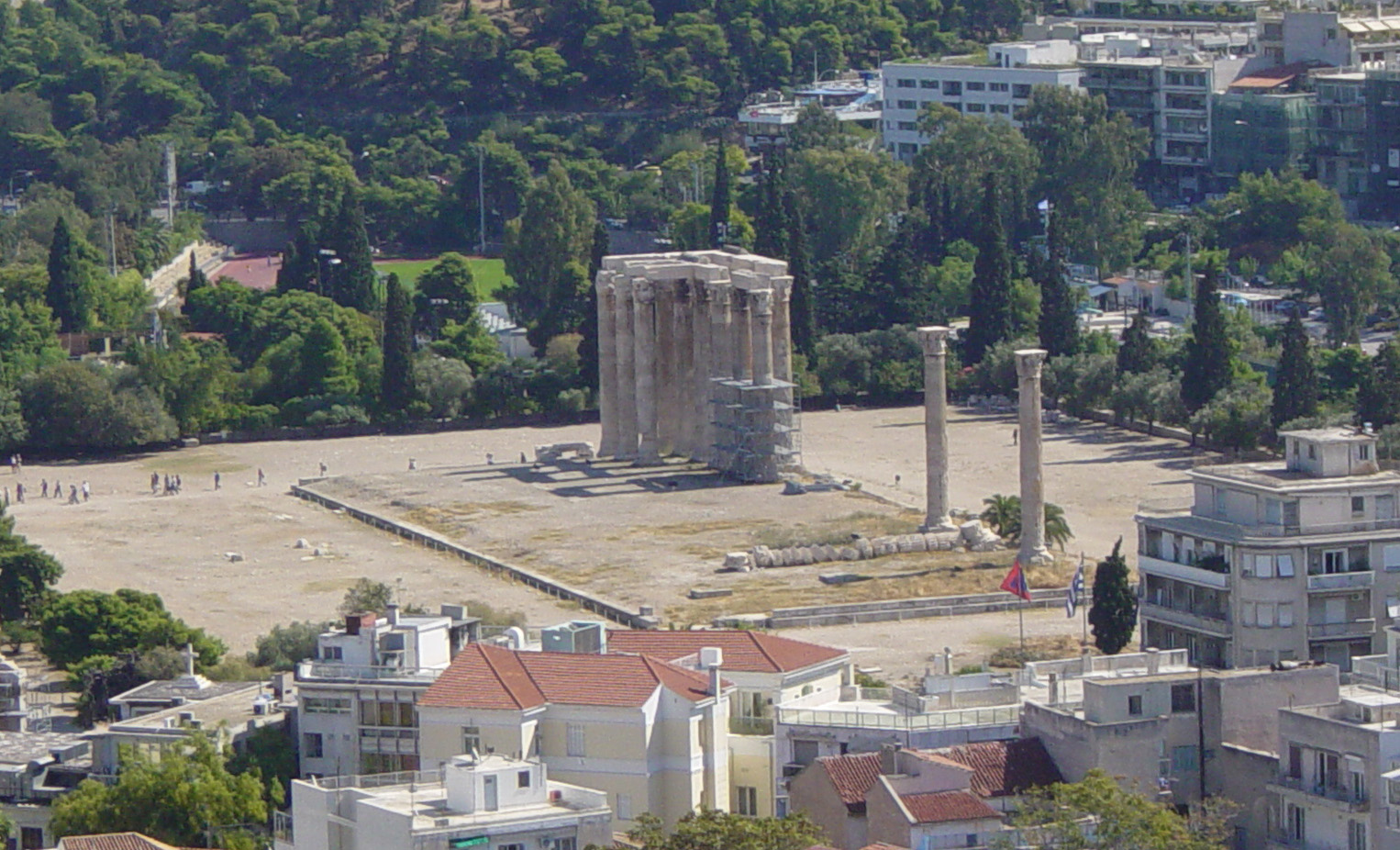
Ruine des Olympieion in Athen

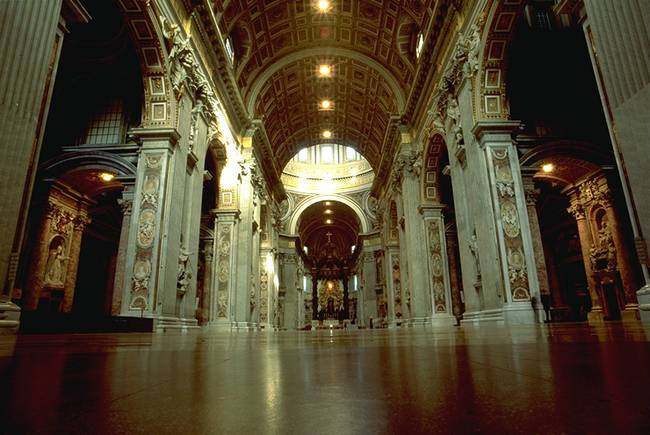
Das Innere des Petersdoms

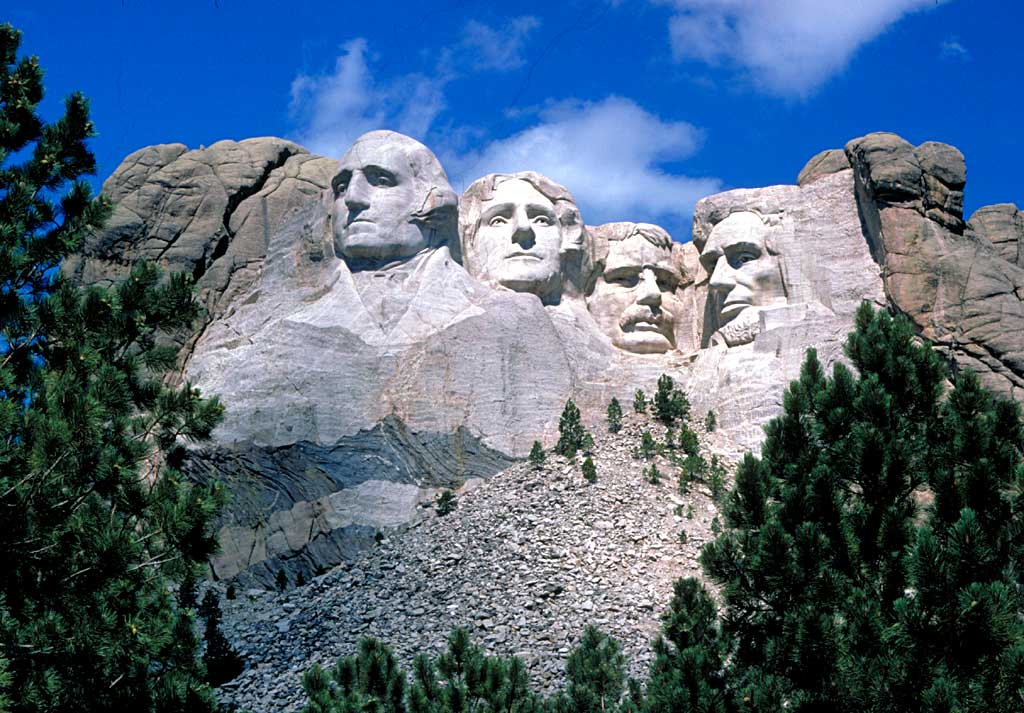
Die vier amerikanischen Präsidenten im Mount Rushmore

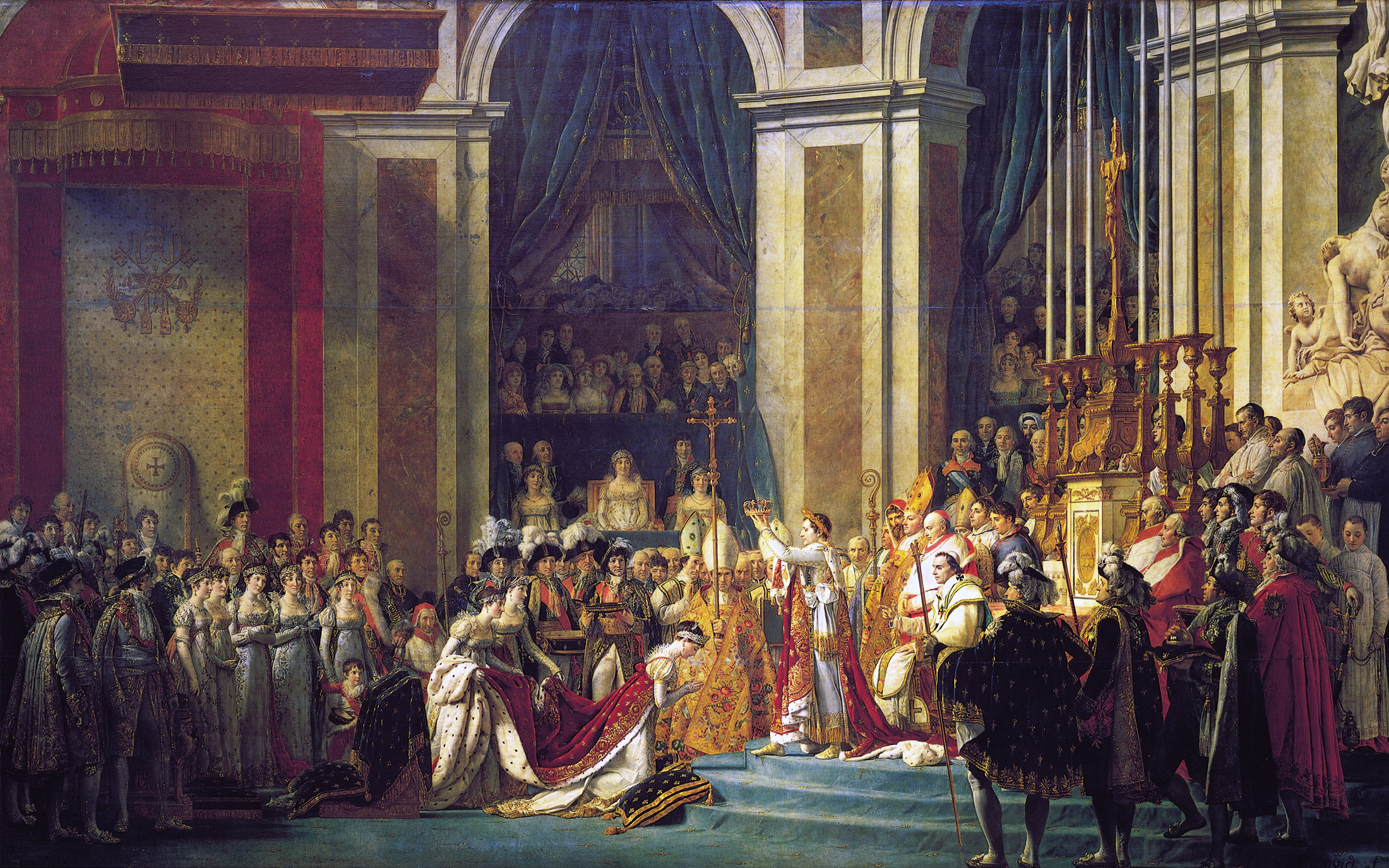
Die Kaiserkrönung Napoleons I., Louvre

Unter Monumentalkunst versteht man großformatige Kunst, die deutlich in der Absicht konzipiert wurde, ein auffälliges Zeichen oder sogar Machtsymbol zu setzen. Monumentalkunst findet man vor allem im öffentlichen Raum, z. B. bei Denkmälern, Wandbildern und Herrschaftsarchitektur. Maßstab für die Größe ist das Überschreiten einer menschlichen Proportion: Als monumental wird ein Bauwerk empfunden, das dem es betrachtenden Menschen aus der Nähe durch seine Größe wenig Überschaubarkeit bietet und damit die Überlegenheit des Erbauers, (bei Denkmälern) Widmungsträgers oder (bei sakralen Bauten) Gottes demonstriert.
Monumentalkunst gibt es aus nahezu allen historischen Epochen.

## Beispiele

### Architektur und Denkmäler
- die ägyptischen und amerikanischen Pyramiden
- die Chinesische Mauer
- Hellenistische und römische Tempelanlagen, z. B. das Olympieion in Athen
- Christliche Kirchen, z. B. der Petersdom in Rom oder der Kölner Dom
- Barocke Herrscherpaläste, z. B. das Schloss Versailles oder das Mannheimer Schloss
- repräsentative Bauwerke des Neoklassizismus wie die Ruhmeshalle in München
- Bauten zur Zeit des deutschen Imperialismus, z. B. das Völkerschlachtdenkmal in Leipzig
- das Mount Rushmore National Memorial, die monumentale Skulptur von vier Präsidentenporträts in South Dakota
- die Statue des Decebalus, die größte monumentale Felsskupltur in Europa
- die imperialistische Stadtplanung (Welthauptstadt Germania) und Architektur im Nationalsozialismus (Olympiastadion Berlin) und im faschistischen Italien
- Sozialistischer Klassizismus in Mittel- und Osteuropa, z. B. der Kulturpalast in Warschau oder das Bauernkriegspanorama von Werner Tübke
- Tempel der Kirche Jesu Christi der Heiligen der Letzten Tage
- Repräsentative Bauten großer Globaler Unternehmen, z. B.  das Chrysler Building in New York City
- das neue Berliner Kanzleramt

### Monumentalgemälde
- das Bauernkriegspanorama in Bad Frankenhausen
- das Riesenrundgemälde im Museum Tirol Panorama in Innsbruck
- die Monumentalgemälde von Johann Peter Krafft, Václav Sochor und Alexander Kircher im Heeresgeschichtlichen Museum in Wien
- die Monumentalgemälde im Pariser Musée du Louvre, wie etwa die Kaiserkrönung Napoleons I. von Jacques-Louis David